# Jana Preissová
Jana Preissová (ur. 7 lutego 1948 w Pilźnie) – czeska aktorka.

## Życiorys
W 1970 roku ukończyła aktorstwo na DAMU. Związała się z zespołem teatru Na zábradlí (Divadlo Na zábradlí).
Za grę aktorską w filmie Řád z 1994 r. (reż. Petr Hvižď) zdobyła Czeskiego Lwa.
Pracuje również w dubbingu. Na swoim koncie ma dwie nagrody Františka Filipovskiego (1995, 1998), honorujące artystów dubbingowych.